# Integrierte Injektionslogik
Die integrierte Injektionslogik, abgekürzt IIL, I2L, oder I2L (englisch integrated injection logic, von den Entwicklern auch als merged transistor logic, MTL, bezeichnet) ist in der Elektronik eine Schaltungstechnik für logische Gatter, bei der als aktives Bauelement pro Schaltstufe zwei Bipolartransistoren eingesetzt werden. I2L wurde 1971 von Siegfried K. Wiedmann und Horst H. Berger entwickelt und weist zu der schon vorher verfügbaren Transistor-Transistor-Logik (TTL) vergleichbare Transitzeiten auf, benötigt aber deutlich weniger Strom und ist störungsunempfindlicher.
Die IIL-Schaltungstechnik war die letzte mit Bipolartransistoren realisierte Logikfamilie und hatte bis in die 1980er Jahre eine Bedeutung bei den damals komplexen digitalen integrierten Schaltkreisen (VLSI) wie zum Beispiel dem Texas Instruments SBP0400. Sie wurde praktisch vollständig durch die bis heute in digitalen integrierten Schaltungen dominierende und auf Feldeffekttransistoren basierende CMOS-Schaltungstechnik abgelöst. Aufgrund der geringen Betriebsspannung von 1 V und der zu TTL vergleichsweise geringen Verlustleistung eignen sich IIL-Schaltungen auch für den mobilen Batteriebetrieb. So wurden unter anderem die ersten digitalen Armbanduhren Mitte der 1970er wie die Sinclair Radionics Black Watch in der IIL-Schaltungstechnik ausgeführt.

## Funktion

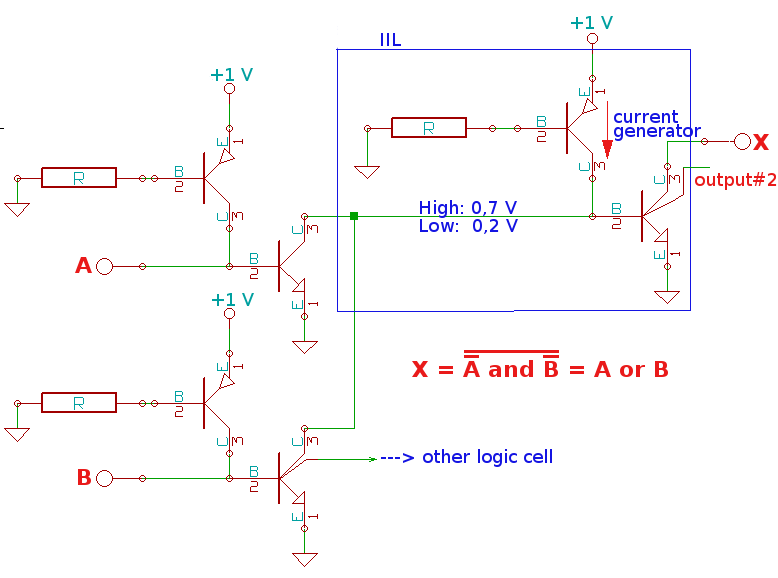
Ein Oder-Gatter in IIL-Schaltungstechnik

Die Logikpegel liegen bei IIL für logisch-1 bei größer 0,7 V und für logisch-0 bei kleiner 0,2 V, die Versorgungsspannung eines IIL-Gatters beträgt einheitlich 1 V. Die Steuerung der einzelnen Gatterstufen erfolgt stromgesteuert, wodurch sich eine gegenüber TTL höhere Störfestigkeit ergibt.
Jede IIL-Schaltstufe, wie in rechter Schaltskizze im blau umrahmten Bereich markiert, ist im Prinzip ein logischer Negator, bestehend aus zwei Bipolartransistoren: ein NPN- und ein PNP-Transistor. Der NPN-Transistor ist der Schalttransistor, während der PNP-Transistor in Kombination mit einem Widerstand als Stromquellen für den Basisstrom des NPN-Transistors dient. Ein logisch-0 am Eingang der Stufe ergibt sich durch eine Verbindung des Eingangs mit dem Bezugspotential (Masse), dadurch fließt der Strom des PNP-Transistors über den Eingang ab, der NPN-Schalttransistor sperrt. Ein logisch-1 am Eingang der Stufe entspricht einem offenen Eingang, in diesem Fall fließt der Strom des PNP-Transistors durch den NPN-Schalttransistor und dieser öffnet.
Logische Funktionen, neben der Inverterfunktion der IIL-Elementarzelle, lassen sich schaltungstechnisch durch Wired-AND und Wired-OR bilden. In nebenstehender Schaltskizze wird die schaltungstechnische Wired-AND-Verknüpfung durch die zweimalige Invertierung der beiden Eingänge und des Ausganges zufolge der De Morgansche Gesetze zu einem in Summe gebildeten logischen ODER-Gatter. In komplexeren IIL-Schaltungen werden die Schalttransistoren auch als sogenannte Multikollektor-Transistoren ausgeführt, das sind Bipolartransistoren mit mehreren parallel ausgeführten Kollektoranschlüssen. Diese dienen in parallelen Schaltstufen zu logischen Verknüpfungen und ermöglichen so den Aufbau komplexer Digitalschaltungen.